# Pluto bland vilda djur
Pluto bland vilda djur (även Pluto på zoo) (engelska: Pluto at the Zoo) är en amerikansk animerad kortfilm med Pluto från 1942.

## Handling
Pluto är inte glad över att hans köttben är mycket mindre än dem som djuren i djurparken får som mat. Han bestämmer sig för bryta sig in i parken, och stjäla ett ben från ett lejon; något som visar sig vara mycket svårt att ta med sig därifrån.

## Om filmen
Filmen hade svensk premiär den 13 december 1943 på Sture-Teatern i Stockholm och ingick i kortfilmsprogrammet Kalle Anka på nya upptåg tillsammans med sju kortfilmer till; Kalle Ankas guldgruva, Far och flyg (ej Disney), Pluto knäcker nötter, Jan Långben lär sig simma, Kalle Anka lär sig flyga, Med kung Vinter på semester (ej Disney) och Kalle Anka som batterist.

## Rollista
- Pinto Colvig – Pluto[9]